# 岩波理恵
岩波 理恵（いわなみ りえ、1973年5月14日 - ）は、日本の歌手・タレント・シンガーソングライバー。トップ・カラー所属。血液型はA型。長野県諏訪郡下諏訪町出身。

## 来歴・人物
長野県岡谷南高等学校、東洋大学短期大学を卒業した。全日空国内線客室乗務員を経て、タレント業を開始した。
2003年4月から2010年3月まで、文化放送の『走れ!歌謡曲』の水曜日を担当した。その他テレビのレポーターとしても出演しており、2005年には日本テレビ（関東ローカル）の情報番組「クリック!」のレポーター集団・クリッカーズの一員としても出演した。
歌手として2004年11月23日に「走れ!歌謡曲」の番組パーソナリティ（当時）による女性ユニット「夜明けの惑女。（マドンナ）」に参加し、マキシシングルCDを発売した。岩波本人はカップリングの「振りむかないわ」をソロ歌唱することで、歌手デビューを果たした。
2008年5月14日に初の完全ソロCD（インディーズ）「ユメミドリ」を発売し、2012年2月8日に徳間ジャパンより発売した『こころ　こわれそう』でメジャー・デビューを果たす。
名前を一時期平仮名の「いわなみりえ」にしていたが、2014年9月3日より本名の岩波理恵に戻す。
2016年3月1日よりトップ・カラーに所属する。
2020年4月よりPocochaライバーとして、昭和歌謡曲を中心に歌を配信している。シンガーソングライバーの地位を構築している。

## 出演

### ラジオ
- 日野ミッドナイトグラフィティ 走れ!歌謡曲（文化放送など）
- 岩波理恵　ゲレンデdeバックドロップ（FM長野・K-MIX・FM富士）
- 岩波理恵の天然ラジオ（東海ラジオ放送・静岡放送・熊本放送）
- 奈良崎正明のエンカだよ!（茨城放送）
- 佳山明生のうたの旅人（アール・エフ・ラジオ日本）
- 岩波理恵のアトリエCOCOA（エフエムゆーとぴあ）
- 岩波理恵の本気ートーク!（KBS京都・茨城放送・和歌山放送・信越放送・山形放送・栃木放送）
- コージーっぽい（KBS京都）
- 琴姫チャンネル（エフエム世田谷）

### テレビ
- 東京天使（フジテレビ・レポーター）
- 汐留スタイル!（日本テレビ・レポーター）
- クリック（日本テレビ・レポーター）
- コレイチ（テレビ東京・レポーター）
- 土曜日の原宿（BS朝日・MC）
- 新科学忍者隊ガッチャピン（BSフジ・ガッチャピン役の声優　2008年4月3日 - 2009年4月22日）
- 24時間テレビ 「愛は地球を救う」（テレビ信州　2008年8月31日、2009年8月30日）
- BLOG@GIRLS（BS-i・ナレーション）
- ツボ娘（TBS）
- 激突!ものまねウォーズV（TBS・2012年5月3日放送分）
- クイズ!脳ベルSHOW（BSフジ・2018年7月18日 - 20日放送分）
- モノマネでもいいから聴きたい昭和平成の名曲ベスト55（テレビ東京・2019年5月2日放送分）

### CM
- アメリカンドラッグ（長野県・富山県）

### 舞台
- 私、農業　始めます！（2019年2月26日 - 3月3日）
- 従軍看護婦〜女たちの戦場〜（2019年8月6日 - 8月11日）

## ディスコグラフィー

### シングル
| ＃ | 発売日         | 曲順 | タイトル                   | レコード会社                     | 規格品番   | 備考                                         |
| 1  | 2004年11月21日 | 01   | キツネとタヌキ             | ユニバーサルジャパン             | UICZ-5013  |                                              |
| 1  | 2004年11月21日 | 02   | 振りむかないわ             | ユニバーサルジャパン             | UICZ-5013  |                                              |
| 2  | 2008年5月14日  | 01   | ユメミドリ                 | Qurie                            |            |                                              |
| 2  | 2008年5月14日  | 02   | メッセージ                 | Qurie                            |            |                                              |
| 3  | 2009年5月20日  | 01   | ブルーな林檎               | 日本エンカフォン                 |            | ＊彩紀桜とのコンビ 「アップルPie☆Pie」として |
| 3  | 2009年5月20日  | 02   | 思い出の恋のヒットナンバー | 日本エンカフォン                 |            | ＊彩紀桜とのコンビ 「アップルPie☆Pie」として |
| 4  | 2010年3月17日  | 01   | 振り向かないわ             | 日本エンカフォン                 |            |                                              |
| 4  | 2010年3月17日  | 02   | KAMOME                     | 日本エンカフォン                 |            |                                              |
| 5  | 2012年2月8日   | 01   | こころこわれそう           | 徳間ジャパンコミュニケーションズ | TKCA-90471 |                                              |
| 5  | 2012年2月8日   | 02   | いつも会いたくなる人       | 徳間ジャパンコミュニケーションズ | TKCA-90471 |                                              |
| 6  | 2013年7月3日   | 01   | 流星エアポート             | 徳間ジャパンコミュニケーションズ | TKCA-90553 | ＊いわなみりえ名義                           |
| 6  | 2013年7月3日   | 02   | ゆるい波                   | 徳間ジャパンコミュニケーションズ | TKCA-90553 | ＊いわなみりえ名義                           |
| 7  | 2014年9月3日   | 01   | こんな夜はせつなくて       | 徳間ジャパンコミュニケーションズ | TKCA-90641 |                                              |
| 7  | 2014年9月3日   | 02   | 夕暮れの街                 | 徳間ジャパンコミュニケーションズ | TKCA-90641 |                                              |
| 8  | 2016年7月27日  | 01   | 泣いたカラスの子守歌       | 徳間ジャパンコミュニケーションズ | TKCA-90831 |                                              |
| 8  | 2016年7月27日  | 02   | 人生に恋をして             | 徳間ジャパンコミュニケーションズ | TKCA-90831 |                                              |
| 9  | 2017年10月18日 | 01   | ハローアゲイン             | 徳間ジャパンコミュニケーションズ | TKCA-90989 |                                              |
| 9  | 2017年10月18日 | 02   | 未来へと･･･                | 徳間ジャパンコミュニケーションズ | TKCA-90989 |                                              |
| 9  | 2017年10月18日 | 03   | 6本の心の絆                | 徳間ジャパンコミュニケーションズ | TKCA-90989 |                                              |
| 10 | 2018年9月5日   | 01   | ベッドじゃなくても         | 徳間ジャパンコミュニケーションズ | TKCA-91112 |                                              |
| 10 | 2018年9月5日   | 01   | 捨て猫じゃあるまいし       | 徳間ジャパンコミュニケーションズ | TKCA-91112 |                                              |
| 11 | 2020年11月18日 | 01   | うさぎ                     | 徳間ジャパンコミュニケーションズ | TKCA-91309 |                                              |
| 11 | 2020年11月18日 | 02   | 雨のメランコリー           | 徳間ジャパンコミュニケーションズ | TKCA-91309 |                                              |
| 11 | 2020年11月18日 | 03   | 夢花火                     | 徳間ジャパンコミュニケーションズ | TKCA-91309 |                                              |
| 12 | 2022年7月6日   | 01   | 愛が眠るまで               | 徳間ジャパンコミュニケーションズ | TKCA-91432 |                                              |
| 12 | 2022年7月6日   | 02   | ジェルソミーナの歩いた道   | 徳間ジャパンコミュニケーションズ | TKCA-91432 |                                              |
| 13 | 2024年12月4日  | 01   | 月の鱗                     | 徳間ジャパンコミュニケーションズ | TKCA-91597 |                                              |
| 13 | 2024年12月4日  | 02   | さよならじゃないから       | 徳間ジャパンコミュニケーションズ | TKCA-91597 |                                              |

### アルバム
- 「〜ありがとう〜」（徳間ジャパンコミュニケーションズ　2016年11月16日発売）

## 写真集
- 岩波理恵写真集『だってオジドルだも〜ん。』（2009年3月、株式会社シャイロ）